# Іденау
Іденау — селище на півдні Південно-Західної провінції Камеруну.

## Географія
Розташоване на березі затоки Біафра на захід від гори Камерун.

### Клімат
Селище знаходиться у зоні, котра характеризується мусонним кліматом. Найтепліший місяць — лютий із середньою температурою 21 °C (69.8 °F). Найхолодніший місяць — серпень, із середньою температурою 18.5 °С (65.3 °F).
| Клімат Іденау           | Клімат Іденау | Клімат Іденау | Клімат Іденау | Клімат Іденау | Клімат Іденау | Клімат Іденау | Клімат Іденау | Клімат Іденау | Клімат Іденау | Клімат Іденау | Клімат Іденау | Клімат Іденау | Клімат Іденау |
| Показник                | Січ.          | Лют.          | Бер.          | Квіт.         | Трав.         | Черв.         | Лип.          | Серп.         | Вер.          | Жовт.         | Лист.         | Груд.         | Рік           |
| Середня температура, °C | 20,4          | 21            | 20,6          | 20,4          | 20,1          | 19,4          | 18,7          | 18,5          | 18,9          | 19,4          | 19,9          | 20,1          | 19,8          |
| Норма опадів, мм        | 38.5          | 73.3          | 170.8         | 217.7         | 245.2         | 282.8         | 394           | 431.1         | 434.4         | 346.9         | 127.3         | 41.1          | 2803.1        |
| Днів з опадами          | 5             | 7,9           | 15,2          | 19,3          | 21,8          | 22,1          | 24            | 25,4          | 26,3          | 24,5          | 11,7          | 5,4           | 208,6         |
| Вологість повітря, %    | 73.3          | 72            | 77.2          | 79.6          | 83.2          | 84.1          | 85.1          | 84.7          | 83.4          | 82.9          | 81.5          | 77.3          | 80.4          |
| ----------------------- | ------------- | ------------- | ------------- | ------------- | ------------- | ------------- | ------------- | ------------- | ------------- | ------------- | ------------- | ------------- | ------------- |
| Джерело: Weatherbase    |               |               |               |               |               |               |               |               |               |               |               |               |               |